# Dalbergia
Dalbergia L.f. è un genere di alberi  della famiglia delle Fabacee (o Leguminose).

## Distribuzione e habitat
Questo genere vanta un'ampia distribuzione pantropicale, dalle zone tropicali del Centro e Sud America, all'Africa (compreso il Madagascar), sino all'Asia del Sud (India, Pakistan, Indonesia, etc) e all'Australia.

## Tassonomia
Il genere comprende oltre 270 specie, tra cui:
- Dalbergia baronii Baker - Palissandro del Madagascar
- Dalbergia cearensis Ducke - Pao violeto
- Dalbergia cochinchinensis Laness. - Palissandro del Siam
- Dalbergia ecastaphyllum (L.) Taub. - specie rampicante
- Dalbergia decipularis Rizzini & Matt. - Palissandro rosa, bois de rose
- Dalbergia frutescens (Vell.) Britton - Bois de rose
- Dalbergia lanceolaria L. f. - Palissandro
- Dalbergia latifolia Roxb. - Palissandro indiano
- Dalbergia maritima R. Vig. - Ebano viola, bois de rose
- Dalbergia melanoxylon Guill. & Perr. - Ebano Mpingo
- Dalbergia monetaria L. f. - Palissandro
- Dalbergia nigra (Vell.) Allemao ex Benth. - Palissandro brasiliano, palissandro Rio
- Dalbergia oliveri Gamble ex Prain - Palissandro
- Dalbergia retusa Hemsl. - Cocobolo
- Dalbergia sissoo Roxb. ex DC. - Palissandro Shisham, Sheesham
- Dalbergia stevensonii Standl. - Palissandro dell'Honduras
- Dalbergia tucurensis Donn. Sm. - Palissandro del Guatemala

## Usi
Il legno degli alberi di questo genere è tipicamente robusto, poco elastico e perciò difficile da lavorare ma solido e compatto. Il peso specifico della maggior parte delle specie varia tra gli 850 ed i 1100 kg/m³.

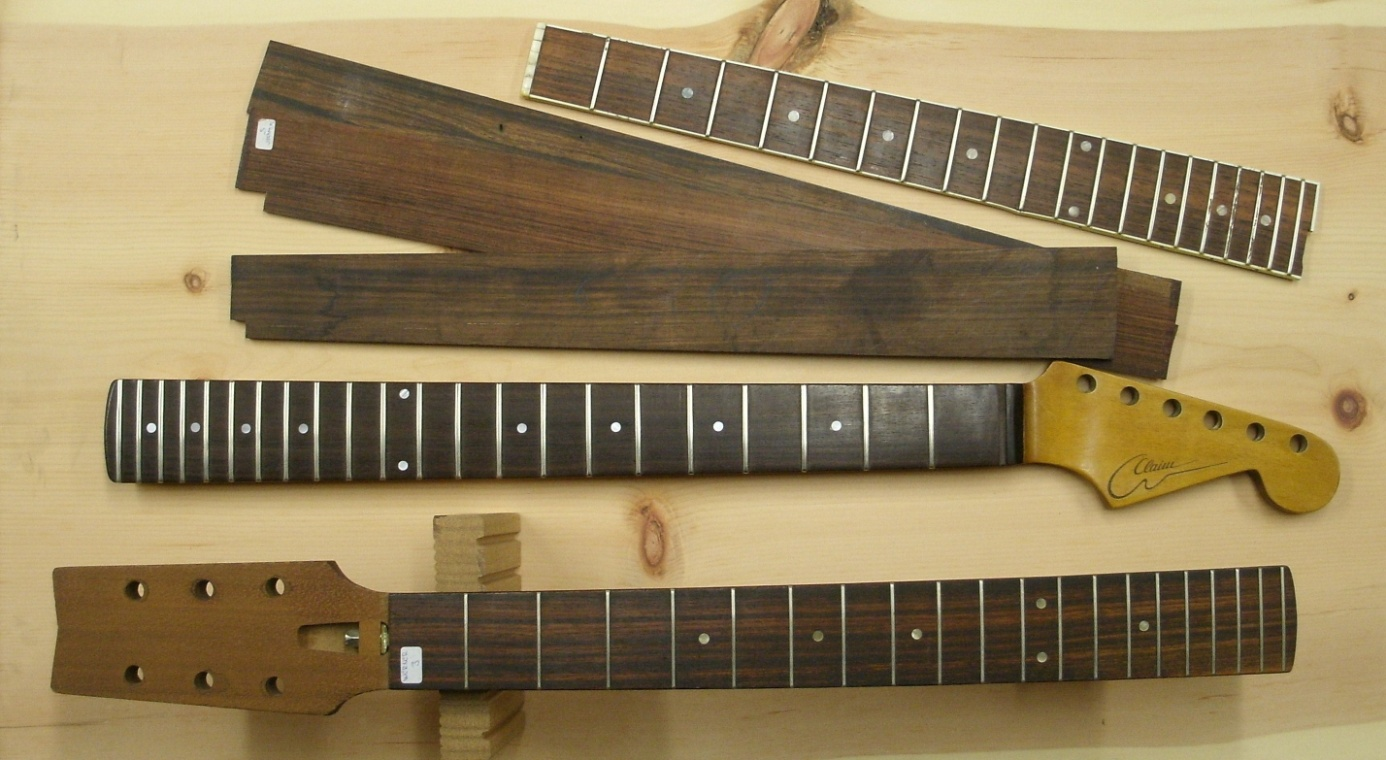
Manufatti in legno di D. nigra

È adatto alla costruzione di mobili e strumenti musicali; nell'arte viene impiegato in ebanisteria e per intarsi. Esso presenta altresì un odore persistente, che può durare anche anni, e delle venature inconfondibili.
Comune a molte specie di Dalbergia è la facoltà del legname di generare allergie professionali, a causa della presenza di chinoni.